# Francisco de Guruceaga Iturriza
Francisco de Guruceaga Iturriza (* 28. Januar 1928 in Valencia, Venezuela; † 10. Februar 2012 in Caracas) war römisch-katholischer Bischof von La Guaira.

## Leben
Francisco de Guruceaga Iturriza studierte am  Colegio La Salle in Valencia, anschließend Rechtswissenschaften an der Universidad Simón Bolívar. Nach einem Studium der Philosophie und Theologie in Rom wurde er 1958 mit einer kirchenrechtlichen Arbeit über die Rechtsstellung der Kirche in Venezuela am Angelicum zum Doktor der Rechte  promoviert. An der Universität Navarra graduierte er in Journalismus. Er trat der Gemeinschaft des Opus Dei bei und empfing am 14. August 1960 die Priesterweihe in der Päpstlichen Basilika San Miguel in Madrid. 1963 kehrte er nach Venezuela zurück und wurde Kaplan in der Militärakademie von Venezuela. 
Papst Paul VI. ernannte ihn am 31. März 1967 zum Titularbischof von Villa Regis und bestellte ihn zum Weihbischof im Erzbistum Ciudad Bolívar. Der Erzbischof von Caracas, Santiago de Venezuela, José Humberto Kardinal Quintero Parra, spendete ihm am 21. Mai 1967 die Bischofsweihe; Mitkonsekratoren waren Críspulo Benítez Fontúrvel, Erzbischof von Barquisimeto, und Crisanto Darío Mata Cova, Erzbischof von Ciudad Bolívar. Am 18. Juni 1969 wurde er zum ersten Bischof des Bistums Margarita auf Isla Margarita ernannt. Nach vier Jahren ernannte ihn Paul VI. am 2. Oktober 1973 zum Bischof des Bistums La Guaira. 1978 wurde er zum Honorarprofessor an der Universidad Simón Bolívar ernannt.
Am 18. Oktober 2001 nahm Papst Johannes Paul II. seinen Rücktritt aus gesundheitlichen Gründen an.